# Látrány, Somogy
Látrány  este un sat în districtul Fonyód, județul Somogy, Ungaria, având o populație de 1.367 de locuitori (2011). 

## Demografie
Componența etnică a satului Látrány
     Maghiari (91,1%)
     Romi (6,07%)
     Germani (2,36%)
     Necunoscut (0,24%)
     Sârbi (0,24%)
     Alții (0,24%)
Componența confesională a satului Látrány
     Romano-catolici (51,21%)
     Reformați (15,51%)
     Fără religie (3,22%)
     Luterani (1,02%)
     Necunoscută (28,31%)
     Alte religii (2,56%)
Conform recensământului din 2011, satul Látrány avea 1.367 de locuitori. Din punct de vedere etnic, majoritatea locuitorilor (91,1%) erau maghiari, existând și minorități de romi (6,07%) și germani (2,36%). Apartenența etnică nu este cunoscută în cazul a 0,24% din locuitori.  Din punct de vedere confesional, majoritatea locuitorilor (51,21%) erau romano-catolici, existând și minorități de reformați (15,51%), persoane fără religie (3,22%) și luterani (1,02%). Pentru 28,31% din locuitori nu este cunoscută apartenența confesională.